# Liberty Hyde Bailey
Liberty Hyde Bailey ( 1858-1954) fue un horticultor, botánico, y escritor estadounidense, cofundador de la Sociedad de Ciencias de la Horticultura de EE. UU. y su primer presidente.: 10–15  Nació en South Haven, Míchigan, rodeado de árboles frutales; fue profesor en la Escuela de Agricultura de Míchigan (hoy Michigan State University) antes de continuar los estudios en la Universidad de Cornell en Ithaca, Nueva York, donde fue director de la Escuela de Agricultura de Cornell.

## Su redescubrimiento de la obra de Gregor Mendel
Bailey fue uno de los primeros en reconocer la importancia global de la obra de Gregor Mendel. Lo citó en artículos de 1865 y 1869 en la bibliografía que acompañó a su artículo de 1892: Cross Breeding and Hybridizing (Cruzamiento e hibridación). Nuevamente lo citó en la edición de 1895 de su Plant Breeding.

## Editor
- The Cyclopedia of American Agriculture (1907-09)
- Cyclopedia of American Horticulture (1900-02)
- Rural Science, Rural Textbook, Gardencraft
- Young Folks Library (serie de manuales.

Escribió numerosos libros, de temática científica a divulgativos para explicar la Botánica a neófitos, y también colecciones de poesía. Acuñó el término cultivar. La Universidad de Cornell inmortalizó a Bailey dedicándole el Bailey Hall en su honor.
Bailey se acredita haber hecho instrumental los servicios de extensión rural, el movimiento de extensión 4-H, el movimiento de estudios naturales, encomiendas postales y la electrificación rural. Es considerado padre de la sociología y el periodismo rural.
Su punto de atracción eran las duranta por lo que la mayor parte de sus investigaciones eran centradas en esta, recorría muchos lugares donde encontraba información concreta sobre la vida de las duranta.
A 140 años de su nacimiento, el "Programa de Catedráticos Liberty Hyde Bailey se crea en la Universidad de Míchigan, la institución de altos estudios donde Bailey comenzó su carrera. Tal Programa incorpora el amor de L.H. Bailey al aprendizaje y a los estilos pedagógicos par dar un espacio creativo en los campos de interés de sus becarios.

## Obras seleccionadas
- 1885. Talks afield about plants and the science of plants (Houghton, Mifflin & Co. Boston, New York) – American Librairies
- 1889. The horticulturist's rule-book; a compendium of useful information for fruit-growers, truck-gardeners, florists and others. Completed to the close of the year 1889 (Garden, New York) – American Librairies
- 1893. American grape training. An account of the leading forms now in use of training the American grapes (The Macmillan Co., New York) – American Librairies
- 1897. The Principles of Fruit-Growing
- 1897. The Nursery Book a complete guide to the multiplication of plants (The Macmillan Co. New York) – American Librairies (otra versión en1902).
- 1897. The forcing book; a manual of the cultivation of vegetables in glass houses (The Macmillan Co. New York) – American Librairies (y en 1914).
- 1897. Plant-Breeding
- 1898. The Pruning Manual
- 1898. Sketch of the Evolution of our Native Fruits
- 1898. Principles of Agriculture
- 1901. The Principles of Vegetable Gardening
- 1908. The State and the Farmer
- 1909. The Nature Study Idea
- 1909. The Training of Farmers
- 1910. Manual of Gardening
- 1911. The Outlook to Nature
- 1911. The Country Life Movement
- 1913. The Practical Garden Book
- 1914. The standard cyclopedia of horticulture; a discussion, for the amateur, and the professional and commercial grower, of the kinds, characteristics and methods of cultivation of the species of plants grown in the regions of the United States and Canada for ornament, for fancy, for fruit and for vegetables; with keys to the natural families and genera, descriptions of the horticultural capabilities of the states and provinces and dependent islands, and sketches of eminent horticulturists (The Macmillan Co. New York) –American Librairies
- 1915. Con Arthur Witter Gilbert (1882-1936), Plant-breeding (The Macmillan Co. New York) – American Librairies
- 1916. Wind and weather (New York, C. Scribner's sons) – American Librairies
- 1920. Botany for secondary schools; a guide to the knowledge of the vegetation of the neighborhood (The Macmillan Co., New York) –American Librairies

### Sobre cucurbitas
- 1929. The domesticated Cucurbitas. - I Gentes Herbarum (v. II Fasc. II).
- 1930. Three disucssions in Cucurbitaceae. Gentes Herbarum (v. II Fasc. IV).
- 1937. The Garden of Gourds. Libro.
- 1943. Species of Cucurbita. Gentes Herbarum (v. VI Fasc. V) decía: "La intención del Paper II para suplementar el Paper I (de 1929) ahora difícilmente podría ser llevada a cabo, pero el presente fascíulo indica que el interés en los pepos no fue abatido".
- 1948. Gentes Herbarum v. VII Fasc. V.

- La abreviatura «L.H.Bailey» se emplea para indicar a Liberty Hyde Bailey como autoridad en la descripción y clasificación científica de los vegetales.[6]

## Artículos seleccionados
- Bailey, L.H. - Canna × generalis. Hortus, 118. 1930; cf. Standley & Steyerm. in Fieldiana, Bot. xxiv. III. 204. 1952
- Bailey, L.H. - Canna × orchiodes. Gentes Herb. (Ithaca), 1 (3): 120. 1923

## Otras lecturas
- Rodgers, Andrew Denny, III (1970). «Bailey, Liberty Hyde». "Dictionario de Biografías Científicas" 1. New York: Charles Scribner's Sons. pp. 395-397. ISBN 0684101149.

- Datos: Q152366
- Multimedia: Liberty Hyde Bailey / Q152366
- Especies: Liberty Hyde Bailey